# 萊因哈特峰
萊因哈特峰（英語：Rinehart Peak），是南極洲的山峰，位於維多利亞地的彭內爾海岸，屬於烏薩爾普山脈的一部分，海拔高度1,710米，美國地質調查局根據測量和該國海軍的空中照片繪入地圖，現時由南極條約體系管理。